# Giulio Savelli
Giulio Savelli (ur. w 1574 w Rzymie, zm. 9 lipca 1644 tamże) – włoski kardynał.

## Życiorys
Urodził się w 1574 roku w Rzymie, jako syn Bernardina Savelliego i Lucrezii dei Conti dell'Anguillary. W młodości został referendarzem Trybunału Obojga Sygnatur i nuncjuszem nadzwyczajnym w Piemoncie. 2 grudnia 1615 roku został kreowany kardynałem prezbiterem i otrzymał kościół tytularny Santa Sabina. 11 stycznia 1616 roku został wybrany biskupem Ankony, a 10 kwietnia przyjął sakrę. Sześć lat później zrezygnował z zarządzania diecezją. W latach 1619–1621 był legatem w Bolonii, a w okresie 1630–1631 – kamerlingiem Kolegium Kardynałów. W 1630 roku został przeniesiony do archidiecezji Salerno. 28 marca 1639 roku został podniesiony do rangi kardynała biskupa i otrzymał diecezję suburbikarną Frascati. Trzy lata później zrezygnował z zarządzania archidiecezją. Zmarł 9 lipca 1644 roku w Rzymie.